# 特鲁多沃耶农村居民点
特鲁多沃耶农村居民点（俄语：Трудовское сельское поселение）是俄罗斯联邦沃罗涅日州新乌斯曼区所属的一个农村居民点。其下辖有4个居民点，行政中心为特鲁多沃耶。据2016年统计，该农村居民点的人口为781人。